# Albert Anzelm
Albert Anzelm (Eredeti neve: Albert Ignác, névvariáns: Albert Anselm;  angolul: Anzelm Albert) (Pest, 1819. – St. Louis, USA, 1893. november 20.) magyar honvéd, aki harcolt a magyar szabadságért 1848-1849-ben, majd a amerikai polgárháborúban az unionisták oldalán.

## Életútja
Kisnemesi családban született, ifjú korától kezdve katonai pályára készült, a grazi, majd bécsi katonai iskolákban tanult. Katonai iskoláinak elvégzése után az osztrák hadseregben hadnagyként szolgált. 1845-ben megvált a hadseregtől és a következő három évet Nyugat-Európában töltötte, Párizsban és Londonban. 1848–49-es forradalom és szabadságharc idején visszajött Magyarországra. Kmety György tábornok mellett harcolt őrnagyi rangban, számos csatában vett részt, Buda ostromakor Albert Anzelm vezette a négy hadoszlop egyikét. Kivált hősiesen harcolt a végzetes kimenetelű temesvári csatában. A világosi fegyverletétel után Kmety György kíséretével török földre igyekezett menekülni, de Vidinbe érkezésük előtt elfogták őket az románok, s egy fából készült ólba zárták be, az ólat pedig rájuk gyújtották. Szerencsére időben odaért a szintén menekülő Bem József és több száz főnyi kísérete, s kimentették a bajbajutottakat.
A további időszakban Albert Anzelm is Bem József kíséretéhez csatlakozott, s együtt mentek Vidinbe, ahol Albert kényszerűségből többekkel (Bem, Guyon Richárd, Kmety György, Fiala János, Nemegyei Félix, Baróthy László stb.) áttért az iszlám hitre, hogy a törökök ne adhassák ki őket Oroszországnak. Végül elértek Aleppóba, ahol Bem József 1850. december 10-én meghalt.
1851 végén New Orleans felől érkezett Albert Anzelm az Amerikai Egyesült Államokba, mintegy 10 nappal előbb, mint ahogyan Kossuth Lajos kísérete New Yorkba érkezett az amerikaiak Mississippi nevű hajóján. Amikor Kossuth Lajos 1852. március 31-én a vele szemben ellenséges érzületet tápláló New Orleans-i rabszolgatartó lakosokhoz beszélt, akkor Albert Anzelm is száműzött honvéd társaival együtt revolverrel és karddal felfegyverkezve biztosított Kossuthnak védő őrizetet.
New Orleansból az iowai Davenport városába tartott, innen a nebraskai Omahába ment. Véglegesen megállapodott St. Louisban, ahol ekkor már nagyon sok német bevándorló és magyar emigráns élt. 
Már az amerikai polgárháború legelején jelentkezett katonai szolgálatra az unionisták oldalán, 1861. július 24-én a St. Louisban megalakult harmadik missouri-i Önkéntes gyalogezrednek alezredese lett. Néhány hónap múltán John C. Frémont tábornok hadtestéhez osztották be, itt adjutáns, majd vezérkari főnök lett. Később Asbóth Sándor tábornok adjutánsa lett, vele több ütközetben vett részt. A Wilson Creek melletti csatában súlyosabban megsebesült, és a déliek fogságába esett. Fogolycsere útján szabadult, Asbóth Sándor a déliek Charles H. Tyler ezredesével cserélte ki.
Albert Anzelm felgyógyulása után visszament a katonai szolgálatba John C. Frémont tábornok mellé. 1862 március 31-én nevezte ki Frémont tábornok szárnysegédjének. Albert különösen kitűnt katonai szakmai teljesítményével és harctéri jártasságával a Gross Keys-i csatában. Frémont tábornok és felesége született Jessie Benton is nagyra becsülte Albert szolgálatait. Jessie Benton rámutatott Albert nagy nyelvtudására is, folyékonyan beszélte az angolt, a németet, a franciát, s természetesen a magyart. Ekkor a magyar nyelvnek is jelentősége volt, hiszen az volt az unionisták táviratainak titkos nyelve. Egy idő után Frémont tábornoktól a kongresszus megvonta a bizalmat, ezen körülmény 1864-ben Frémont lemondásához vezetett, maga helyett Albertet ajánlotta, de csak tartózkodás mellett fogadták el. 1864 június 8-án Albert Anzelm megvált a hadseregtől. 
Az amerikai polgárháború után St. Louisban a Metropolitan Bank elnöke lett, meggazdagodott, de sikertelen befektetései miatt elvesztette vagyonát. A továbbiakban az Amerika című német lap segédszerkesztőjeként működött. Ezt követően a megyei adóhivatalnál dolgozott több mint 14 évet, hivatalától betegeskedései miatt vált meg. St. Louisban halt meg 74 éves korában, özvegye és egy leánya maradt utána.